# Liste der Monuments historiques in Barzan (Charente-Maritime)
Die Liste der Monuments historiques in Barzan (Charente-Maritime) führt die Monuments historiques in der französischen Gemeinde Barzan auf.

## Liste der Bauwerke
| Bezeichnung                 | Beschreibung | Standort     | Kennzeichnung | Schutzstatus | Datum     | Bild           |
| --------------------------- | ------------ | ------------ | ------------- | ------------ | --------- | -------------- |
| Gallo-römische Ausgrabungen |              | Le Fâ (Lage) | PA00104612    | Classé       | 1937 1939 | weitere Bilder |

## Liste der Objekte
| Bezeichnung               | Beschreibung                             | Standort                       | Kennzeichnung | Schutzstatus | Datum | Bild |
| ------------------------- | ---------------------------------------- | ------------------------------ | ------------- | ------------ | ----- | ---- |
| Modell eines Segelschiffs | Votivgabe, Holz, bemalt, 19. Jahrhundert | in der Kirche St-Pierre (Lage) | PM17000033    | Classé       | 1980  |      |